# チラズル
チラズル（Chiradzulu）はチラズル県の中心都市で、2006年の国勢調査によれば人口1600人である。また、都市の平均海抜はおよそ1000メートルである。

## 著名人
- ジョン・チレンブウェ